# Козак, Александр Сергеевич
Алекса́ндр Серге́евич Коза́к (укр. Олександр Сергійович Козак; 25 июля 1994, Киев, Украина) — украинский футболист, полузащитник клуба «Кудровка».

## Игровая карьера
Воспитанник киевского футбола. В ДЮФЛ играл за РВУФК (Киев), Монолит (Ильичёвск), «Зирку» (Киев) и УФК (Днепропетровск).
С марта 2012 года играл за дубль киевской команды «Оболонь». Далее в молодёжном первенстве защищал цвета «Металлиста» и донецкого «Металлурга». В апреле 2015 года в очередном матче дубля дончан против соседнего «Олимпика»
Козак отличился хет-триком, не забив при этом ещё и пенальти. Уже в следующем месяце в игре против «Говерлы» футболист дебютировал в украинской Премьер-лиге. В июле 2015 года после расформирования «Металлурга» перешёл в днепродзержинскую «Сталь».

## Достижения
«Ингулец»
- Финалист Кубка Украины: 2018/19
- Победитель Первой лиги Украины: 2023/24
- Бронзовый призёр Первой лиги Украины: 2019/20